# Баумгертнер, Алексей
Алексе́й Баумге́ртнер (нем. Alexej Baumgärtner) — немецкий конькобежец.

## Биография
Родился 13 июля 1988 года в Глазове, отец — русский, мать — немка.
В 1996 году вместе с семьёй переехал из России в Германию, в город Хемниц.
В 1998 году начал заниматься конькобежным спортом.
В 2008 году закончил специализированную спортивную гимназию и с октября 2008 проходил срочную службу в Бундесвере, в спортивном подразделении в Берлине, получил воинское звание фельдфебеля. С 2010 в свободное от тренировок время изучает нетрадиционную медицину в Высшей школе медицины и спорта (Берлин).
В 2011 году на чемпионате мира на отдельных дистанциях участвовал на 5000 и 10000 метров, став 23-м и 14-м соответственно.
В Кубке мира 2011/2012 трижды становился третьим на этапах в командной гонке, вместе с Марком Вебером и Патриком Беккертом.
В 2014 году участвовал на Олимпийских играх в Сочи на дистанциях 5000 и 10000 метров.
В 2015 году закончил спортивную карьеру и поступил учиться на медицинский факультет в университете г. Дрезден.
В 2021 году успешно закончил учёбу в университете.
В 2022 году защитил диссертацию и получил учёную степень Доктор медицины(Dr. med.).